# Derek Jakeway
Sir Francis Derek Jakeway KCMG OBE (* 6. Juni 1915; † 6. November 1993) war ein britischer Kolonial-Administrator. Er bereitete die Unabhängigkeit mehrerer Britischer Kolonien vor und spielte eine wichtige Rolle in der Kolonie Fidschi, welches er für die Unabhängigkeit vorbereitete, obwohl die Stimmung in Fidschi eher gegen eine Selbstständigkeit des Landes sprach.

## Karriere
Jakeway war siebzehn Jahre lang beim Colonial Administrative Service in Nigeria (1937–1954); in dieser Zeit war er auch abgeordnet auf die Seychellen (1946–1949), und ans Colonial Office (1949–1951). Dann diente er in Sarawak von 1959 bis 1963. Er wurde 1964 Governor of Fiji und diente dort bis 1968. In seiner Amtszeit wurde zunächst eine teilweise Selbstverwaltung in Fidschi eingeführt, dann folgte 1967 „responsible government“ als Vorbereitung für die Gewährung der Unabhängigkeit 1970.
Der erste Teil dieses zweistufigen Prozesses bestand darin, Mitglieder des Legislative Council of Fiji auf Ämter der Regierung zu berufen. Nur 18 der 37 Mitglieder des Legislative Council waren frei gewählt; diese achtzehn waren auf die drei hauptsächlichen ethnischen Gruppen Fidschis aufgeteilt: Fijians, Indo-Fijians und Europeans. Die sechs gewählten Mitglieder jeder Ethnie erhielten die Erlaubnis jeweils zwei ihrer eigenen Mitglieder in das Executive Council zu berufen. Dieses so genannte „Mitglieder-System“ (Member system), begründete kein Kabinett in modernem Sinn: die Mitglieder, die so ernannt wurden, waren nur dem Gouverneur verpflichtet, nicht dem Legislative Council. Aber es war ein entscheidender Schritt für die zweite Stufe: nach den Wahlen 1966 wurde das so genannte System des „responsible government“ eingeführt. Das neue Legislative Council war erstmals komplett gewählt (außer zwei Mitgliedern, die vom Great Council of Chiefs nominiert wurden). Und der Chief Minister und das Kabinett waren gegenüber dem Legislative Council verantwortlich. Jakeway ernannte Ratu Kamisese Mara, den Führer der Alliance Party, welche praktischerweise die Wahl gewonnen hatte, zum Chief Minister.
Jakeways Nachfolger als Gouverneur war Sir Robert Sidney Foster 1968. Jakeway ging in den Ruhestand nach Exmouth, Devon, wo er noch Vorsitzender der British Health Authority wurde, bevor er 1977 endgültig in den Ruhestand trat.

## Familie
Jakeway heiratete 1941 Phyllis Watson. Das Paar hatte drei Söhne.

## Orden und Ehrenzeichen
Jakeway wurde 1948 als Officer des Order of the British Empire (OBE) und 1956 als Companion des Order of St Michael and St George (CMG) ausgezeichnet, sowie 1963 als Knight Commander des Order of St Michael and St George (KCMG) geadelt.